# Георги Трифонов (художник)
Вижте пояснителната страница за други личности с името Георги Трифонов.
Георги Василев Трифонов е български художник, живописец, и поет.

## Биография
Георги Трифонов е роден на 18 декември 1947 г. в с. Карлуково, Ловешко.
През 1953 г. семейството му се премества да живее в Червен бряг. През 1966 г. завършва Художествената гимназия в София. Завършва Висшия институт за изобразително изкуство „Николай Павлович“ в София през 1974 г. при доц. Петър Чуклев.
Членува в Съюза на българските художници (СБХ) и през 1993 г. по негово предложение е учреден фонд „Поддържане на изкуството в България“ (сега фондация) и години наред е негов председател.
Георги Трифонов умира на 4 юни 2011 г. в София. Погребан е в Централните софийски гробища.

## Творчество
В годините Георги Трифонов се утвърждава като един от най-ярките и активни представители на съвременното българско изкуство. Работи в областта на живописта, декоративно-монументалните изкуства, на рисунката, графиката, илюстрацията.
Трифонов е автор на монументално-декоративни произведения:
- Стенопис, секо в гимназията (ЕСПУ) в Крумовград, (1979);
- Композиция „Социалистическото преустройство на селското стопанство“ – стена с мозайка, размери 8/3 м в интериора на Дома-паметник на Партията (БКП) на връх Бузлуджа с арх. Георги Стоилов, (1981).[5]

Сред картините му с библейски мотиви се открояват „Врати пред хоризонта“ и „Спомен“. Има редица самостоятелни и сборни изложби в чужбина и в България. Негови творби се съхраняват в НХГ, СГХГ, художествени колекции в България и в чужбина.
Автор е на седем стихосбирки и един сценарий.

## Награди
Носител е на множество престижни награди, както и на орден „Св. св. Кирил и Методий“, от 24 май 2011 г., присъден кратко пред смъртта му.